# Ludwigshöhe (berg)
De Ludwigshöhe is een 4342 meter hoge top in het bergmassief van de Monte Rosa op de grens van Italië en Zwitserland.
De top bevindt zich tussen de hogere Parrotspitze (4436 m) en de lagere Corno Nero (4322 m). Hoewel de Ludwigshöhe geen belangrijke top is, wordt hij bezocht door vele alpinisten die graag een vierduizender aan hun rijtje willen toevoegen. Zij nemen de berg mee op hun tocht naar nabijgelegen andere bergen of op weg naar de berghut Capanna Margherita (4559 m).
In 1822 was de topograaf Ludwig von Welden de eerste die de top bereikte.